# 王景荣 (1943年)
王景荣（1943年5月—），男，黑龙江巴彦人，中华人民共和国政治人物，中华人民共和国大法官。

## 生平
毕业于中国社科院法学硕士，历任司法部研究室副处长，公安部研究室副主任、主任，办公厅主任、部长助理，后升任中共沈阳市委副书记，最高人民法院副院长，四川省委常委、政法委书记，中央政法委副秘书长。